# クイーンズウォーク
クイーンズウォーク（欧字名:Queen's Walk、2021年3月14日 - ）は、日本の競走馬。2024年のローズステークス、クイーンカップ、2025年の金鯱賞の勝ち馬である。
馬名の意味は、ロンドンのランベスブリッジとタワーブリッジ間の遊歩道。

## 戦績

### 2歳（2023年）
2023年11月11日、京都競馬場第5レースの2歳新馬戦（芝1800m）で、鞍上川田将雅にてデビュー。1番人気に推されたものの2着に敗れた。続く12月23日阪神競馬場での2歳未勝利戦（芝1800m）で、1番人気に応え2戦目で初勝利を飾る。

### 3歳（2024年）
3歳シーズンは初の重賞挑戦となるクイーンカップより始動。道中では後方から3番手あたりを追走し、直線では鞍上の鞭に反応し加速。最後は後方からアルセナールやルージュスエルテが追走してきたが、これを凌いで重賞初制覇を飾った。GI初挑戦となった4月7日の桜花賞は3番人気に支持されたが、末脚が不発に終わり8着に沈んだ。5月19日の優駿牝馬は好位で粘り、上位勢には及ばなかったものの、4着と持ち直した。
夏は休養に充て、9月15日のローズステークスで4か月ぶりにレースに復帰。道中は中団好位をじっくり進み、直線で一気に外を突き抜け、重賞2勝目を飾った。10月13日の秋華賞は単勝3番人気に支持されたが、スタートで躓き、直線でも伸びず最下位15着に沈んだ。

### 4歳（2025年）
1月25日、愛知杯を引き継ぐ新設重賞小倉牝馬ステークスに出走。1番人気に支持され、直線で一度は先頭に立つも失速し6着に終わる。3月16日に中京競馬場で行われた金鯱賞に出走。道中3番手で脚を溜め、直線大外を一気に伸びてホウオウビスケッツを交わし、重賞3勝目を挙げた。牝馬の優勝は1995年のサマニベッピン以来、30年ぶり8頭目の快挙となった。
これで、4月6日に阪神競馬場で行われた大阪杯への優先出走権を獲得していたが、その大阪杯には出走せず、5月18日に東京競馬場で行われるヴィクトリアマイルに向かうことになった。

## 競走成績
以下の内容は、netkeiba.comおよびJBISサーチの情報に基づく。
| 競走日     | 競馬場 | 競走名        | 格   | 距離（馬場）  | 頭 数 | 枠 番 | 馬 番 | オッズ （人気） | 着順 | タイム （上り3F） | 着差 | 騎手      | 斤量 [kg] | 1着馬（2着馬）                      | 馬体重 [kg] |
| ---------- | ------ | ------------- | ---- | ------------- | ----- | ----- | ----- | --------------- | ---- | ----------------- | ---- | --------- | --------- | ----------------------------------- | ----------- |
| 2023.11.11 | 京都   | 2歳新馬       |      | 芝1800m（稍） | 11    | 8     | 11    | 001.70（1人）   | 02着 | R1:50.5（33.6）   | -0.1 | 0川田将雅 | 55        | オスカーブレーヴ                    | 518         |
| 0000.12.23 | 阪神   | 2歳未勝利     |      | 芝1800m（良） | 14    | 4     | 6     | 001.50（1人）   | 01着 | R1:48.3（33.7）   | -0.3 | 0川田将雅 | 55        | （フローラルセント）                | 520         |
| 2024.02.10 | 東京   | クイーンC     | GIII | 芝1600m（良） | 13    | 8     | 13    | 003.10（1人）   | 01着 | R1:33.1（33.4）   | -0.1 | 0川田将雅 | 55        | （アルセナール）                    | 516         |
| 0000.04.07 | 阪神   | 桜花賞        | GI   | 芝1600m（良） | 18    | 1     | 2     | 005.70（3人）   | 08着 | 01:32.8（34.1）   | -0.6 | 0川田将雅 | 55        | ステレンボッシュ                    | 514         |
| 0000.05.19 | 東京   | 優駿牝馬      | GI   | 芝2400m（良） | 18    | 1     | 2     | 011.50（5人）   | 04着 | R2:24.4（34.7）   | -0.4 | 0川田将雅 | 55        | チェルヴィニア                      | 522         |
| 0000.09.15 | 中京   | ローズS       | GII  | 芝2000m（稍） | 15    | 2     | 2     | 004.90（2人）   | 01着 | R1:59.9（33.5）   | -0.2 | 0川田将雅 | 55        | （チェレスタ）                      | 522         |
| 0000.10.13 | 京都   | 秋華賞        | GI   | 芝2000m（良） | 15    | 2     | 3     | 006.80（3人）   | 15着 | R1:59.6（36.5）   | -2.5 | 0川田将雅 | 55        | チェルヴィニア                      | 524         |
| 2025.01.25 | 小倉   | 小倉牝馬S     | GIII | 芝2000m（良） | 18    | 5     | 9     | 003.50（1人）   | 06着 | 01:58.7（36.2）   | -0.3 | 0川田将雅 | 55.5      | フェアエールング シンティレーション | 534         |
| 0000.03.16 | 中京   | 金鯱賞        | GII  | 芝2000m（重） | 10    | 6     | 6     | 008.20（4人）   | 01着 | 02:01.3（36.3）   | -0.0 | 0川田将雅 | 55        | （ホウオウビスケッツ）              | 534         |
| 0000.05.18 | 東京   | ヴィクトリアM | GI   | 芝1600m（良） | 17    | 8     | 16    | 008.50（4人）   | 02着 | R1:32.1（33.6）   | -0.0 | 0川田将雅 | 56        | アスコリピチェーノ                  | 536         |

- 競走成績は2025年5月18日現在

## 血統表
| クイーンズウォークの血統                           | クイーンズウォークの血統                 | クイーンズウォークの血統               | （血統表の出典）                       | （血統表の出典） |
| 父系                                               | サンデーサイレンス系                     | サンデーサイレンス系                   | サンデーサイレンス系                   | [ § 2 ]          |
| 父 キズナ 2010 青鹿毛                              | 父の父ディープインパクト 2002 鹿毛       | *サンデーサイレンス                    | Halo                                   | Halo             |
| 父 キズナ 2010 青鹿毛                              | 父の父ディープインパクト 2002 鹿毛       | *サンデーサイレンス                    | Wishing Well                           |                  |
| 父 キズナ 2010 青鹿毛                              | 父の父ディープインパクト 2002 鹿毛       | *ウインドインハーヘア                  | Alzao                                  | Alzao            |
| 父 キズナ 2010 青鹿毛                              | 父の父ディープインパクト 2002 鹿毛       | *ウインドインハーヘア                  | Burghclere                             |                  |
| 父 キズナ 2010 青鹿毛                              | 父の母*キャットクイル Catequil 1990 鹿毛 | Storm Cat                              | Storm Bird                             | Storm Bird       |
| 父 キズナ 2010 青鹿毛                              | 父の母*キャットクイル Catequil 1990 鹿毛 | Storm Cat                              | Terlingua                              |                  |
| 父 キズナ 2010 青鹿毛                              | 父の母*キャットクイル Catequil 1990 鹿毛 | Pacific Princess                       | Damascus                               | Damascus         |
| 父 キズナ 2010 青鹿毛                              | 父の母*キャットクイル Catequil 1990 鹿毛 | Pacific Princess                       | Fiji                                   |                  |
| 母 *ウェイヴェルアベニュー Wavell Avenue 2011 鹿毛 | 母の父Harlington 2002 黒鹿毛             | Unbridled                              | Fappiano                               | Fappiano         |
| 母 *ウェイヴェルアベニュー Wavell Avenue 2011 鹿毛 | 母の父Harlington 2002 黒鹿毛             | Unbridled                              | Gana Facil                             |                  |
| 母 *ウェイヴェルアベニュー Wavell Avenue 2011 鹿毛 | 母の父Harlington 2002 黒鹿毛             | Serena's Song                          | Rahy                                   | Rahy             |
| 母 *ウェイヴェルアベニュー Wavell Avenue 2011 鹿毛 | 母の父Harlington 2002 黒鹿毛             | Serena's Song                          | Imagining                              |                  |
| 母 *ウェイヴェルアベニュー Wavell Avenue 2011 鹿毛 | 母の母Lucas Street 2004 栗毛             | Silver Deputy                          | Deputy Minister                        | Deputy Minister  |
| 母 *ウェイヴェルアベニュー Wavell Avenue 2011 鹿毛 | 母の母Lucas Street 2004 栗毛             | Silver Deputy                          | Silver Valley                          |                  |
| 母 *ウェイヴェルアベニュー Wavell Avenue 2011 鹿毛 | 母の母Lucas Street 2004 栗毛             | Ruby Park                              | Bold Ruckus                            | Bold Ruckus      |
| 母 *ウェイヴェルアベニュー Wavell Avenue 2011 鹿毛 | 母の母Lucas Street 2004 栗毛             | Ruby Park                              | Katebyrne                              |                  |
| 母系(F-No.)                                        | ウェイヴェルアベニュー(CAN)系(FN:10-a)   | ウェイヴェルアベニュー(CAN)系(FN:10-a) | ウェイヴェルアベニュー(CAN)系(FN:10-a) | [ § 3 ]          |
| 5代内の近親交配                                    | Mr. Prospector 5×5                       | Mr. Prospector 5×5                     | Mr. Prospector 5×5                     | [ § 4 ]          |
| 出典                                               | 1. 2. 3. 4.                              | 1. 2. 3. 4.                            | 1. 2. 3. 4.                            | 1. 2. 3. 4.      |

- 母ウェイヴェルアベニューはBCフィリー&メアスプリントの勝ち馬[17]。
- 半兄グレナディアガーズ（父Frankel）は2020年朝日杯フューチュリティステークス、2021年阪神カップの勝ち馬。